# Llista de medallistes olímpics de polo
Aquesta és una llista dels medallistes olímpics de polo:

## Medallistes
| Edició         | Or                                                                                                 | Argent                                                                                              | Bronze                                                                                          |
| 1900 París     | Equip mixtDenis St. George Daly Foxhall Parker Keene Frank MacKey Alfred Rawlinson John Beresford  | Equip mixtWalter Buckmaster Jean de Madre Frederick Freake Walter McCreery                          | Equip mixtEdouard Rothschild Frederick Agnew Gill Robert Fournier-Sarlovèze Maurice Raoul-Duval |
| 1900 París     | Equip mixtDenis St. George Daly Foxhall Parker Keene Frank MacKey Alfred Rawlinson John Beresford  | Equip mixtWalter Buckmaster Jean de Madre Frederick Freake Walter McCreery                          | MèxicEustaquio de Escandón · Manuel de Escandón · Pablo de Escandón · Guillermo Hayden          |
| 1904 St. Louis | No fou inclòs en el programa olímpic                                                               | No fou inclòs en el programa olímpic                                                                | No fou inclòs en el programa olímpic                                                            |
| 1908 Londres   | Regne UnitCharles Darley Miller · George Arthur Miller · Patteson Nickalls · Herbert Haydon Wilson | Regne UnitWalter Buckmaster · Frederick Freake · Walter Jones · John Wodehouse                      | No es concedí                                                                                   |
| 1908 Londres   | Regne UnitCharles Darley Miller · George Arthur Miller · Patteson Nickalls · Herbert Haydon Wilson | Regne UnitIreland · John Hardress Lloyd · John Paul McCann · Percy O'Reilly · Auston Rotheram       | No es concedí                                                                                   |
| 1912 Estocolm  | No fou inclòs en el programa olímpic                                                               | No fou inclòs en el programa olímpic                                                                | No fou inclòs en el programa olímpic                                                            |
| 1920 Anvers    | Regne UnitTeignmouth Melville · Frederick Barrett · John Wodehouse · Vivian Lockett                | EspanyaLeopoldo Saínz de la Maza · Jacobo Fitz-James Stuart · Álvaro de Figueroa · José de Figueroa | Estats UnitsArthur Harris · Terry Allen · John Montgomery · Nelson Margetts                     |
| 1924 París     | ArgentinaArturo Kenny · Juan Miles · Guillermo Naylor · Juan Nelson · Enrique Padilla              | Estats UnitsElmer Boeseke · Tommy Hitchcock, Jr. · Frederick Roe · Rodman Wanamaker                 | Regne UnitFrederick Barrett · Dennis Bingham · Fred Guest · Kinnear Wise                        |
| 1928-1932      | No fou inclòs en el programa olímpic                                                               | No fou inclòs en el programa olímpic                                                                | No fou inclòs en el programa olímpic                                                            |
| 1936 Berlín    | ArgentinaLuis Duggan · Roberto Cavanagh · Andrés Gazzotti · Manuel Andrada                         | Regne UnitBryan Fowler · William Hinde · David Dawnay · Humphrey Guinness                           | MèxicJuan Gracia · Julio Mueller · Antonio Nava · Alberto Ramos                                 |

Notes
1. 1 2 3 4 5 6  Nacionalitat britànica
2. 1 2 3  Nacionalitat nord-americana
3. 1 2 3 4  Nacionalitat francesa.